# 충익공 신경진 묘역
충익공 신경진 묘역(忠翼公申景禛墓域)은 서울특별시 유형문화재 제95호다. 신경진 신도비는 조선왕조 인조 때의 명신 신경진(1575∼1643)의 신도비이다. 비문에는 고려 왕건의 충신이던 신숭겸(申崇謙)과 조선 세종 때의 명신 신개(申槪) 등 그의 선조에 대해 약술되어 있고, 이어 광해군·인조 때 활약한 그의 행적이 적혀있으며, 말미에 부인과 자손의 명단 및 명문(銘文)이 새겨져 있다.
신도비 1기(基), 전체 높이 368cm, 비신 높이 189cm, 너비 99cm, 두께 32cm, 묘갈(墓碣) 1기, 문관석 2기, 망주석 2기, 보호구역 4,088m2 , 재료 비신·개석 대리석, 귀부 화강암로 구성되어 있다.

## 개요
신경진의 본관은 평산(平山), 자는 군수(君受)로 임진왜란 때 충주에서 왜적과 싸우다 패하자 자결했던 신립(申砬, 1546∼1592) 장군의 큰아들이다. 부친의 공적으로 선전관(宣傳官)에 기용되었고 무과(武科)에 급제한 뒤 경력(經歷)으로 승진하였다. 태안군수ㆍ담양부사를 거쳐 부산첨사로 발탁되나 왜인과 접할 수 없다고 하여 면직을 주청, 갑산부사로 체직되었다. 그 뒤 남도병영 우후(虞候), 경원부사, 벽동군수로 옮겨졌다. 1623년 인조반정 후 공조참의, 병조참지가 되었고, 곧 병조참판에 제수되어 훈련·호위·포도대장을 겸하였다. 얼마 뒤 정사공신(靖社功臣) 일등으로 책록되어 정헌대부(正憲大夫, 정2품)에 오르고 평성군(平城君)에 봉해져 비변사의 일을 겸하였다.
이듬해 이괄(李适)의 난(亂) 때 훈련대장으로 임금을 호위하고 적을 토벌하는 데에 공을 세웠으나 난이 평정된 뒤 이괄이 추대한 왕자 흥안군(興安君) 제(瑅：선조의 10남)를 마음대로 처형했다고 하여 탄핵을 받기도 했다. 그 뒤 형조판서가 되어 1627년 정묘호란 때 인조를 강화도로 호종했고 이듬해 부원군에 봉해졌다. 1636년 병조판서가 되었으나 병 때문에 체직되었고, 그 해 겨울 오랑캐가 침입하자 남한산성으로 피난하는 인조를 따라 산성의 동쪽 문을 굳건히 지켰다. 이듬해 다시 병조의 일을 맡았고, 최명길(崔鳴吉)의 추천으로 우의정이 되었다. 1638년 사은사(謝恩使)로 청나라에 다녀온 뒤 좌의정에 승진하자 영의정 최명길과 논의, 승려 독보(獨步)를 명(明)에 은밀히 파견하여 청(淸)에 항복한 그간의 사정을 변명토록 하였다. 1641년 다시 사은사로 청에 다녀왔고, 1642년 영의정에 올랐다가 병으로 사퇴, 이듬해 3월 영의정에 재임명된 지 열흘이 못되어 사망했다.
신경진은 인조반정을 처음부터 계획·주도하여 왕의 절대신임을 받았고 친병을 장악하여 호위를 책임졌다. 청과의 외교에서 과도한 징벌과 잦은 내정간섭을 철회하는 성과를 올렸다. 또 김류(金瑬)·이귀(李貴)·최명길 등 문인과 널리 사귀었는데, 특히 부친의 종사관(從事官)으로 임진왜란 때 함께 자결한 김여물(金汝 )의 아들 김류와 절친했다. 시호는 충익(忠翼)이며 효종 2년(1651) 인조의 묘정에 배향되었다. 묘소는 원래 청주 땅에 있었으나 뒤에 경기 양주의 아차산으로 개장되었다.
비는 화강암 귀부(龜趺) 위에 대리석제 비신(碑身)과 개석(蓋石)을 얹은 형태로 조선 중기의 전형적인 예이다. 귀부는 비신에 비해 크고 둔중하며, 개석은 추녀 끝에 구름무늬를 새기고 지붕 위에 쌍룡이 틀고있는 모습을 새겼다. 비문은 전(前) 좌의정 송시열(宋時烈)이 지었고, 글씨는 사간원 정언 박태유(朴泰維)가 썼는데 안진경(顔眞卿) 풍이 가미된 단정한 해서이다. "領議政平城府院君忠翼申公神道碑銘"이란 머리전서[頭篆]는 판돈녕부사 이정영(李正英)이 썼다.

## 참고 문헌
- 충익공 신경진 묘역 - 국가유산청 국가유산포털
- 본 문서에는 서울특별시에서 지식공유 프로젝트를 통해 퍼블릭 도메인으로 공개한 저작물을 기초로 작성된 내용이 포함되어 있습니다.